# Boulevard Auguste-Allonneau
Le boulevard Auguste-Allonneau est situé dans le quartier Monplaisir au nord-est d'Angers, en France.

## Situation et accès
Il s'étend sur 1 000 mètres, du nord au sud du avenue Pasteur, dans le prolongement du boulevard des Deux-Croix au boulevard du Maréchal-Lyautey, place de l'Europe.
Ce boulevard est divisé en deux parties complètement distinctes : la partie la plus au sud (entre le Boulevard Henri-Dunant et l'Avenue Pasteur) est une zone essentiellement résidentielle constituée de maisons et logements individuels. Plus au nord, le trottoir du boulevard, plus large avec notamment de nombreuses zones de stationnement, marque le passage dans le centre du quartier Monplaisir, entre le boulevard Henri-Dunant et laplace de l'Europe. Le boulevard est alors jouxté de logement sociaux (HLM) de 4 à 10 étages.
Ce boulevard accueille le marché de Monplaisir chaque mercredi et dimanche ; ce marché descendait jusque dans le quartier du Grand-Pigeon dans les années 1970 mais se finit aujourd'hui à la rue de Touraine.
Le boulevard permet de rejoindre la Zone Industrielle et Commerciale Saint-Serge (à 1 km), l'Avenue Chatenay (Route de Paris), Ecouflant, le centre d'Angers.
Liste de voies croisées le long du boulevard sont les suivantes :
- boulevard des Deux-Croix.
- avenue Pasteur,
- impasse de la Brisepotière,
- rue Richard-Duvernay,
- rue de Flandre,
- rue de l'Île-de-France
- rue de la Pinterie
- boulevard Henri-Dunant
- place Jean-Maugin
- rue de la Touraine
- rue du Petit Verger
- boulevard du Maréchal-Gallieni
- rue d'Osnabruck
- rue de Normandie
- place de l'Europe
- boulevard du Maréchal-Lyautey

## Origine du nom
Le boulevard doit son nom à Auguste Allonneau (Cours, 1885 – Angers, 1963) un ancien professeur de mathématiques, notamment au lycée David-d'Angers, député-maire SFIO d'Angers et conseiller général de Maine-et-Loire.

## Historique
Ce nouveau boulevard prend ce nom et est inauguré le 2 novembre 1964 ; sur décision du conseil municipal le 27 mars 1972 il est prolongé en renommant la rue Émile-Combes et une section de la rue de la Brisepotière.